# Valle Dianese
La Valle Dianese si estende all'interno della città di Diano Marina, in provincia di Imperia.
È caratterizzata da una massiccia presenza di alberi di ulivo e al suo interno scorre il fiume San Pietro. Confina a ovest con la valle dell'Impero, a nord per un breve tratto con quella del Merula e ad est con la valle dello Steria.

## Centri abitati

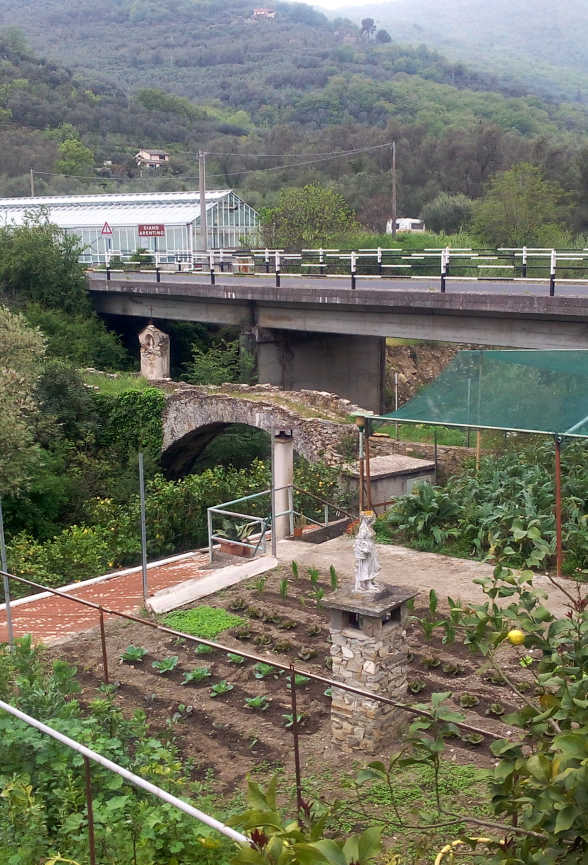
Ponti sul torrente San Pietro

Sulla valle si affacciano il Comune di Diano San Pietro, con le relative frazioni di Diano Borganzo e Diano Roncagli, il comune di Diano Castello con la sua frazione Varcavello ed il Comune di Diano Arentino, con le frazioni di Diano Borello ed Evigno. La vallata termina sul Mar Ligure a Diano Marina.